# Kyōko Nakayama
Pour les articles homonymes, voir Nakayama (homonymie).
Kyōko Nakayama (中山 恭子, Nakayama Kyōko) est une femme politique japonaise née le 26 janvier 1940, membre du gouvernement Fukuda en tant que Ministre d'État pour la Population, l'Égalité des sexes et la question des Enlèvements, mais également membre de la chambre des conseillers.

## Jeunesse et études
Née le 26 janvier 1940, elle étudie la littérature française à l'université de Tokyo, avant d'entrer au Ministère des affaires étrangères japonais en 1964, puis au Ministère des Finances en 1966.

## Carrière électorale

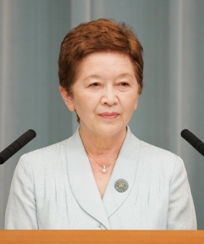
Kyōko Nakayama en 2006, lors de sa nomination au poste de conseillère spéciale du Premier ministre.

Elle reste à ce poste jusqu'en 1999, où elle est nommée ambassadrice du gouvernement japonais en Ouzbékistan et au Tadjikistan.
En 2002, elle est nommée par Jun'ichirō Koizumi au poste de conseillère spéciale sur la question des enlèvements de citoyens japonais par la Corée du Nord, qu'elle occupe jusqu'en 2004. Elle est renommée à ce même poste par Shinzō Abe en 2006, avant de devenir Ministre d'État pour la Population, l'Égalité des sexes et la question des Enlèvements en 2008, sous le Gouvernement Fukuda.
Elle est élue pour la première fois à la Chambre des conseillers en 2007, puis est réélue en 2013.
En juin 2010, elle et son mari quittent le parti libéral-démocrate pour rejoindre le parti de l'aube, et, lors de la fusion de ce dernier avec l'association pour la restauration du Japon, devient un membre de ce parti, toujours avec son mari. Lorsque Shintarō Ishihara s'en va pour créer son propre parti, le parti pour les générations futures, Nakayama et son mari suivent le mouvement et rejoignent également ce parti. En octobre 2015, elle prend la présidence de ce parti, qu'elle renomme Parti pour le Kokoro japonais. Au début de son mandat, elle souhaite changer l'orientation de son parti et travailler avec le gouvernement,,, ce que refuse Shigefumi Matsuzawa, alors secrétaire général, qui préfère alors démissionner plutôt que de diviser le parti.
Bien que réélue sans vote en septembre 2017 pour un deuxième mandat à la tête du parti pour le Kokoro japonais, elle annonce son intention de rejoindre avec son mari le nouvellement formé parti de l'espoir, fondé par la maire de Tokyo Yuriko Koike, et en devient ainsi l'un des membres fondateurs.
Elle annonce en 2019 ne pas se représenter aux élections à la Chambre des conseillers du Japon de 2019, et prend sa retraite politique. La même année, elle reçoit l'ordre du Soleil Levant.

## Prises de position

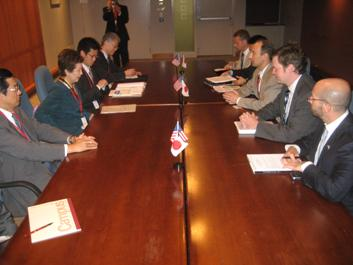
Rencontre entre Nakayama, alors ministre du gouvernement Abe, et Tevi Troy, ministre de la Santé américain.

Kyōko Nakayama est favorable à la révision de la Constitution japonaise, pensant qu'il est nécessaire pour le Japon de s'armer et même d'envisager l'arme nucléaire. Elle souhaite également revoir la Constitution pour pouvoir lutter plus efficacement dans les affaires d'enlèvements de citoyens japonais par le Corée du Nord. En tant qu'ambassadrice, elle estime également que le Japon devrait favoriser les relations commerciales avec les pays d'Asie Centrale,, bien que son partenaire principal reste les États-Unis. Elle ne voit aucun inconvénient à ce que les officiels japonais visitent le Yasukuni-jinja et doute également que le Japon ait utilisé des femmes de réconfort pendant la guerre. Elle est également favorable au maintien de la peine de mort au Japon.

## Vie personnelle
Elle épouse Nariaki Nakayama, un ancien Ministre du Tourisme et membre également du Parlement japonais. C'est pour le soutenir qu'elle quitte le parti libéral-démocrate et change de parti politique depuis 2010. Elle visite Tachkent tous les ans, même depuis qu'elle n'est plus ambassadrice en Ouzbékistan.